# Trópusi ciklon

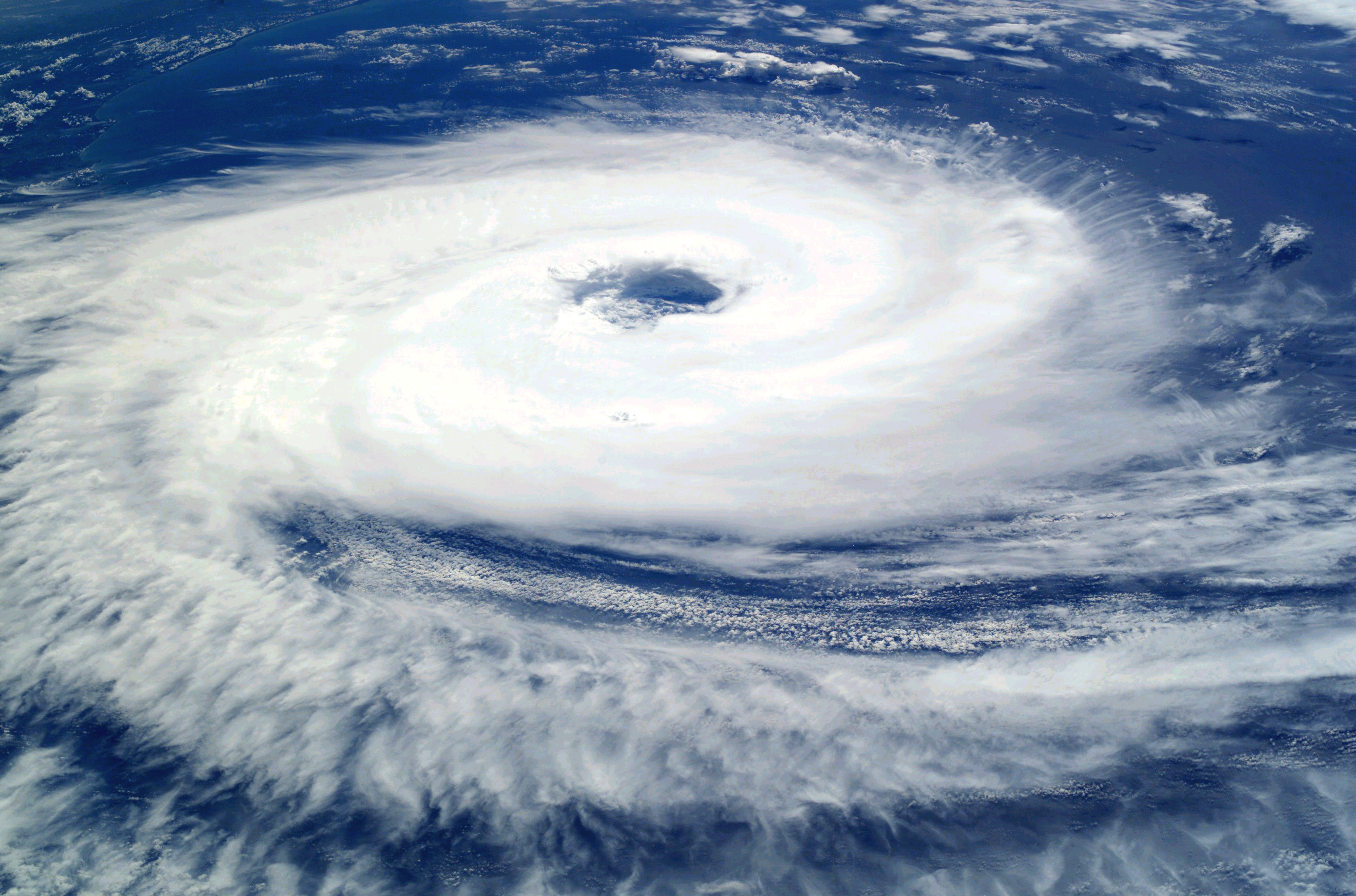
A Catarina hurrikán a Nemzetközi Űrállomásról fotózva, 2004. március 26.

A trópusi ciklon olyan, általában több száz kilométer átmérőjű légköri képződmény (felhőörvény), amelyben a légnyomás a középpontban a legalacsonyabb és belülről kifelé haladva nő. Mozgása ciklonális, vagyis az északi féltekén az óramutató járásával ellentétesen, a délin vele egyező irányban forog. A trópusi éghajlati öv meghatározott részén, a 10. és a 20. szélességi kör között keletkezik. A trópusi ciklon és a hazánkban is előforduló mérsékelt övi ciklon különböző légköri képződmény, bár légnyomásgradiensük és forgási irányuk hasonló. A trópusi ciklont a Csendes-óceán nyugati térségében tájfunnak, a Karib-tenger térségében és a Csendes-óceán keleti térségében hurrikánnak hívják. Az Indiai-óceában és Ausztrália körül egyszerűen csak ciklonnak (orkánnak) nevezik.
A trópusi ciklon mérete és a benne lévő légnyomás is jelentősen kisebb, mint a mérsékelt övi cikloné. Átmérője 400 km-től 1500 km-ig terjedhet, a mag légnyomása 900 hPa-nál is kisebb lehet. A trópusi ciklon szelei elérhetik akár a 240–350 km/órás sebességet, ami már óriási pusztításhoz vezethet. A mérsékelt övi ciklonokkal szemben a trópusi ciklonokban nincsenek frontok.

## Kialakulása és életciklusa
A trópusi ciklonok keletkezéséhez két tényező: 1.) nagy páratartalmú, meleg levegő és 2.) meleg (26-27 °C) vízfelület szükséges. A felszálló, nagy páratartalmú meleg levegő a Coriolis-erő hatására forgásba kezd. A feláramlásban a vízgőz egy része kicsapódik, először kialakulnak a térségre jellemző tornyos gomolyfelhők, majd a forgás hatására a jellegzetes felhőkarok. Mivel az Egyenlítő közvetlen közelében a Coriolis-erő nagyon gyenge (az Egyenlítőn nulla), itt nem is indulhat meg a ciklonáris mozgás. Ennek következménye, hogy trópusi ciklonok csak az említett magasabb szélességeken (a 10. és 20. fok között) keletkeznek, illetve nem keresztezik az Egyenlítőt.
A meleg óceán a képződmény életének további szakaszában is kiemelt szerepet játszik. Ha a feláramló légtömegbe további meleg és nedves levegő kerül, a rendszer belső energiája nő. A felhőképződés során felszabaduló energia tovább gyorsítja a folyamatokat, a megnövekvő hőmérséklet miatt megnő a feláramlás sebessége, emiatt megnő a nyomáskülönbség, erősebb lesz a kondenzáció és még több energia szabadul fel. A pozitív visszacsatolás révén a rendszer egy idő után önfenntartóvá, egyfajta óriási függőleges hőmotorrá válik, és megkezdi önálló életét. A trópusi ciklonban elszabaduló erőkre jellemző, hogy a felszabaduló hőenergia 1018 J/nap is lehet, ami körülbelül hetvenszerese a világ napi energiafogyasztásának. A trópusi ciklonok így nagy szerepet játszanak a Föld hőháztartásában, a trópusi meleg mérsékelt égövbe történő "szállításában".
A kifejlődött trópusi ciklon az uralkodó szelek és a Coriolis-erő által meghatározott pályán, általában nyugati irányban mozog. Mivel fenntartásához a meleg tengerből származó hőutánpótlás szükséges, ha ez megszűnik, gyorsan veszít erejéből. Az energiaveszteséghez hozzájárul a trópusi ciklon és a felszín között fellépő súrlódás, valamint a heves esőzés is.
Az Egyenlítőtől északra az óramutatóval ellentétes irányban forog, míg az Egyenlítőtől délre az óramutatóval azonos irányban.

## Szerkezete

Trópusi ciklon szerkezete. Megfigyelhetők a szem, a tropopauzáig nyúló központi felhőfal, valamint a belső áramlások

A ciklon középpontja a legkisebb légnyomású zóna. Ezen a területen lefelé mozgó áramlások alakulnak ki, emiatt itt nem találhatók felhők. Ezt a részt nevezik a ciklon szemének, amely általában 15–40 km átmérőjű. A szemet gyűrű alakban óriási felhőfal övezi, melyet a rendkívül heves feláramlások hoznak létre. A leghevesebb szelek ebben a zónában mérhetők. A felhőfal a teljes troposzférát átfogja, jól fejlett, és igen intenzív csapadék hullik belőle. A ciklonmagtól távolabbi részén találhatók a spirális karok, ahol szintén heves, de a központban mérhetőnél enyhébb szelek fújnak.

## Csoportosítása
A kialakuló légköri képződmény trópusi depresszió, ha zárt légkörzési rendszert alkot és szelei nem haladják meg a 61 km/h sebességet. A trópusi depressziónak általában nem alakul ki szeme, és nincs jellemző spirális szerkezete sem. A jelenség trópusi vihar akkor, ha szeleinek sebessége nagyobb 61 km/h-nál, de nem haladja meg a 117 km/h-t. Ebben a fázisban már általában kialakul a jellemző spirális szerkezet, a felhőkarok, bár a szem egyes esetekben hiányozhat. A képződmény általában ebben a fázisban kap nevet (a trópusi vihart a Meteorológiai Világszervezet által koordinált hat Trópusi Ciklon Előrejelző Központ valamelyike regisztrálja, nevezi el és követi nyomon). A hurrikán vagy tájfun szeleinek sebessége meghaladja a 117 km/h-t.

## Nevek

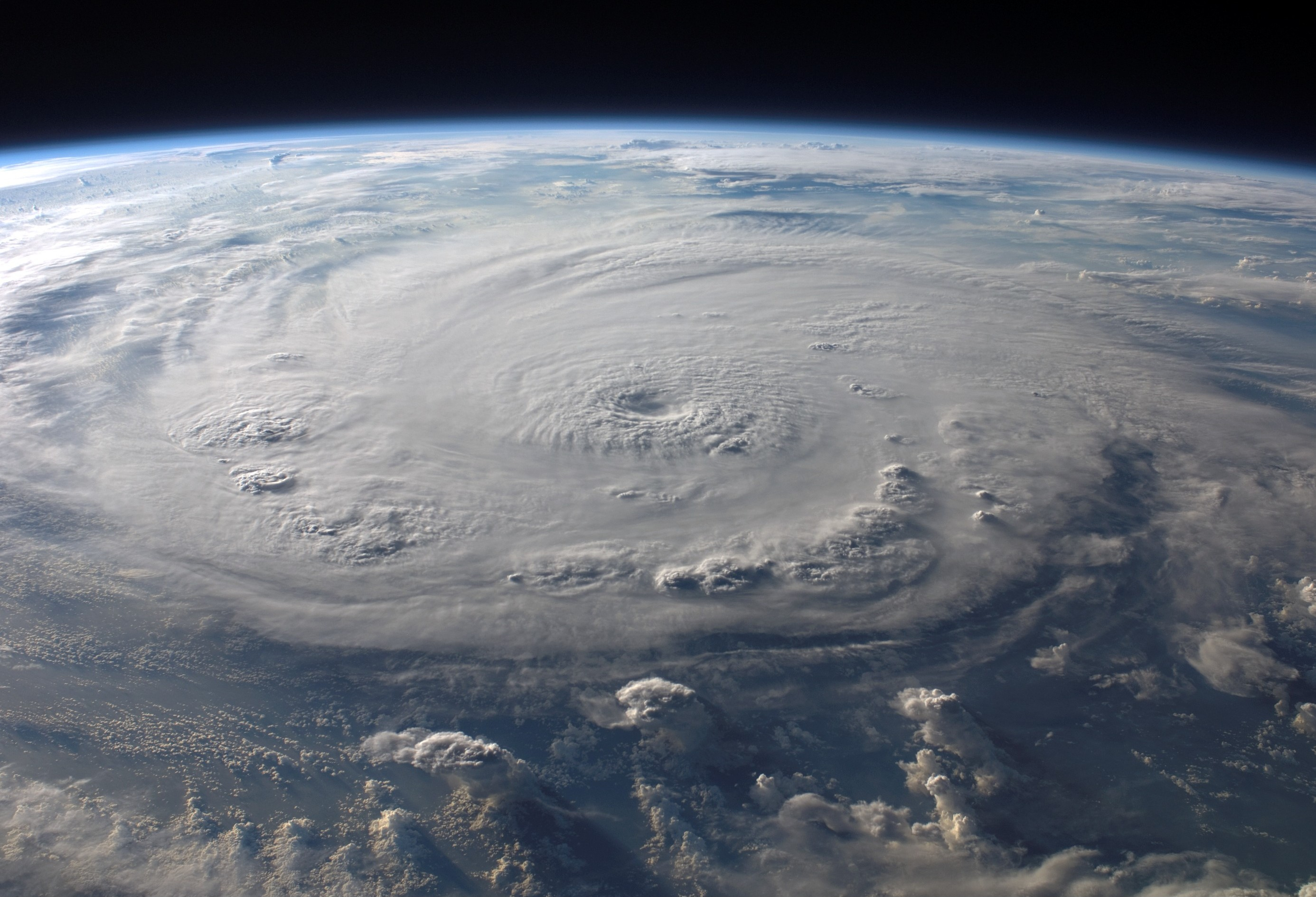
A Felix nevű hurrikán 2007-ben az űrből fényképezve

Az Emily hurrikán (2005. július 14.)

A trópusi ciklonok keletkezési helyük szokásai szerint kapják nevüket.
A hurrikánok megkülönböztető nevet a vészjelző szolgálat munkájának egyszerűsítése érdekében, valamint a média kellő figyelemfelkeltése miatt kapnak. Kezdetben a katolikus szentek neveit tartalmazó naptárnak az észlelési napra eső nevét kapták. Az 1800-as évektől kezdve ismert emberekről nevezték el a hurrikánokat, nem egyszer kevéssé népszerű politikusok neveit használták. A második világháború után az amerikai meteorológusok női nevekkel kezdték el megkülönböztetni az egyes hurrikánokat a feleségük, a szeretőjük, a kislányuk, vagy éppen az anyósuk neve alapján. 1953-tól az USA hurrikánközpontja ajánlott elnevezéseket, manapság pedig a Meteorológiai Világszervezet (WMO) hurrikántanácsa dönt a nevekről.
Az elnevezés ábécésorrendben történik: az év első hurrikánjának neve A-val kezdődik. A női és férfi nevek váltakoznak. A rendszerből kivették a Q és U betűket, az Atlanti térség listájáról az X, Y és Z betűket is, mert nincs elég ezekkel kezdődő név az angol nyelvben. Hat lista forog így oly módon, hogy hatévente ugyanazok a nevek jönnek sorra. A különlegesen sok rombolást végző, vagy más módon kivételes ciklonok nevét „befagyasztják”, mint a híres csapatjátékosok mezszámát. Amennyiben egy év során több, mint 21 trópusi ciklont észlelnek, a nevek a görög ábécével folytatódnak (alfa, béta, gamma stb.). A hawaii hurrikánközpont saját hagyományos hawaii neveket tartalmazó listát vezet a felségvizein keletkező hurrikánokra.
A tájfunokat a Meteorológiai Világszervezet (WMO) tájfuntanácsa nevezi el. Öt névlista forog, az egyes lista tizenöt tagállama mindegyike két-két nevet ajánlhat. A listát nem kezdik az év elején elölről .
A japán meteorológiai intézetnek párhuzamos rendszere van, mely szerint a tájfunokat év és sorszám szerint nevezik el. Az ausztrál meteorológiai intézet három neveket tartalmazó listát tart különböző területeire. Fidzsi-szigetek és Pápua Új-Guinea szintén saját listát vezet. A Seychelle-szigetek meteorológiai intézete az Indiai-óceán délnyugati területeinek viharairól vezet listát.
India és környezetének tropikus ciklonjait működési területük és szükség esetén az évszám szerint nevezik el: például a Banglades és a Bhola ciklon, vagy a Kalkutta 1737 és 1864 ciklon. 2004-től kezdődően India is nevet ad a tropikus ciklonoknak.

### Híres trópusi ciklonok

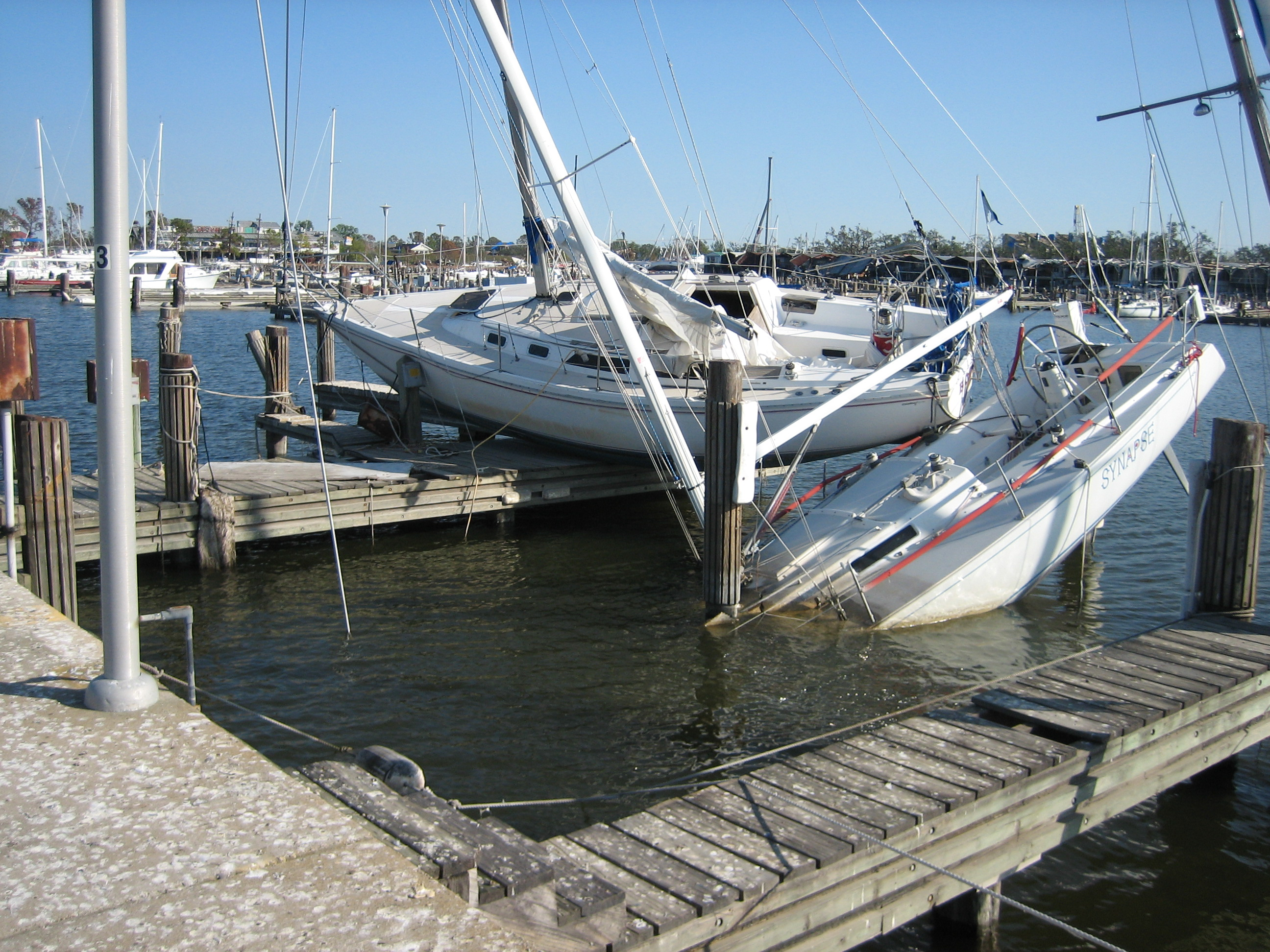
New Orleans Katrina hurrikán után: elsüllyedt jacht, West End Marina

Tájfunok, ciklonok és hurrikánok, melyeket feljegyzett a történelem.
2023-ban Dél-Koreában a 25. Cserkész Világdzsembori résztvevőit a közelgő Khanun tájfun miatt a kempingből evakuálták és szállodákban helyezték el.
2005-ben 27 hurrikán okozott károkat. Név szerint: Arlene, Bret, Cindy, Dennis, Emily, Franklin, Gret, Harvey, Irene, Jose, Katrina, Lee, Maria, Nate, Ophelia, Philippe, Rita, Stan, Tammy, Vince, Wilma, Alpha, Beta, Gamma, Delta, Epsilon, Zeta.
2005. október 10.: A Vince hurrikán Madeira szigetétől délnyugatra jött létre. Mindössze 1-es fokig erősödött, majd legyengülve Portugáliában ért partot. A Vince az Európát elérő első trópusi ciklon.
2005. október 20.: Minden idők második legerősebb atlanti vihara, a Wilma hurrikán söpört végig Mexikó keleti és Florida középső részén. A Wilma a nyílt Karib-tengeren 320 km/h szélsebességet ért el. Ennek köszönhető, hogy „csak” 62 halálos áldozatot követel.
2005. augusztus 30.: A Katrina hurrikán elérte New Orleanst. A várost elöntötte a megáradt Mississippi, de szinte teljes volt a pusztulás a környékbeli városokban is. New Orleansban, az USA egyik legfontosabb kikötővárosában káosz tört ki. Az utcán halottak hevertek, járvány szedte áldozatait és a garázdálkodó fegyveres bandák megfékezésére a hadsereget kellett bevetni. A Katrina 75 milliárd dollárnyi kárt okozott, e teljesítménnyel kiérdemelte a minden idők legdrágább trópusi vihara címet. A Katrina hurrikánhoz köthető az olajárak 70 dollár/hordó fölé emelkedése is.
2004. március 26.: Az emberiség által az Atlanti-óceán déli medencéjében elsőként megfigyelt trópusi ciklon a Catarina nevet kapta. Korábban a meteorológusok úgy gondolták, hogy az Atlanti-óceán déli régióiban lehetetlen a trópusi ciklonok létrejötte. A Catarina ciklon megjelenése annyira meglepetésként érte a tudósokat, hogy névlista hiányában Santa Catarina brazil szövetségi államról nevezték el.
1997. december: A Paka szupertájfun a világ valaha mért legnagyobb, nem tornádóhoz köthető szélsebességét hozta. A Csendes-óceánon átvonuló vihar mindössze Guam szigetét érintette, ahol a szélmérő műszer 380 km/h-t jelzett, mielőtt összetört.
1992 Az Inki hurrikán hárommilliárd dolláros kárt okozott Hawaiin. Ez volt a szigetek történetének legerősebb vihara.
1979. október: A Tip tájfun minden idők legkiterjedtebb trópusi viharaként vonult a csendes-óceáni szigetvilágban. A legnagyobb mért szélsebesség 310 km/h volt.
1970. november 13.: A Bohla ciklon körülbelül 500 000 halálos áldozatot szedett a Gangesz bangladesi torkolatában. Az akkor Kelet-Pakisztán néven a mai Pakisztán fennhatósága alá tartozó országrészbe alig érkezett külső segítség. Ennek következménye volt az 1971-ben kitört felkelés, mely a független Banglades kikiáltását eredményezte. A Bohla volt a történelem legtöbb halálos áldozattal járó vihara.
1935. szeptember 2.: A Labor Day hurrikán 260 km/h szélsebességgel 4000 áldozatot szedve tarolta le Florida déli részét.
1900: A Galveston hurrikán következtében 12 000 ember halt meg Kubában és a Karib-tengeren. A világ először kap képes beszámolót egy hurrikán pusztításáról.
1720: A "Nagy Hurrikán" 22 000 embert pusztított el a Karib-tengeri szigeteken.
1281: A Kamikaze (Isteni szél) tájfun elsüllyesztette a japán szigetek megtámadására indult mongol hajóhadat. Japán megmenekült a Mongol Birodalomba való beolvadástól, megőrizte államiságát és saját kultúráját.